# Représentant permanent de la Croatie auprès des Nations unies
Le représentant permanent de la Croatie auprès des Nations unies est un diplomate qui représente son pays auprès de l'Organisation des Nations unies à New York.

## Statut
Il a le rang d'ambassadeur et est nommé par le président de la République de Croatie.

## Liste des représentants
| 1992        | Zvonimir Šeparović |
| 1992-1997   | Mario Nobilo       |
| 1997-2003   | Ivan Šimonović     |
| 2003–2005   | Vladimir Drobnjak  |
| 2005–2008   | Mirjana Mladineo   |
| 2008–2009   | Neven Jurica       |
| 2009–2013   | Ranko Vilović      |
| Depuis 2013 | Vladimir Drobnjak  |